# Carex chlorantha
Espèce
Classification phylogénétique
Carex chlorantha est une espèce de plantes du genre Carex et de la famille des Cyperaceae.